# Krylowskaja (Kaliningrad)
Krylowskaja (russisch Крыловская, deutsch Milchbude [Vorwerk]) ist ein verlassener Ort im Rajon Krasnosnamensk der russischen Oblast Kaliningrad.
Die Ortsstelle befindet sich drei Kilometer nordwestlich von Prawdino (Grumbkowkeiten/Grumbkowsfelde).

## Geschichte

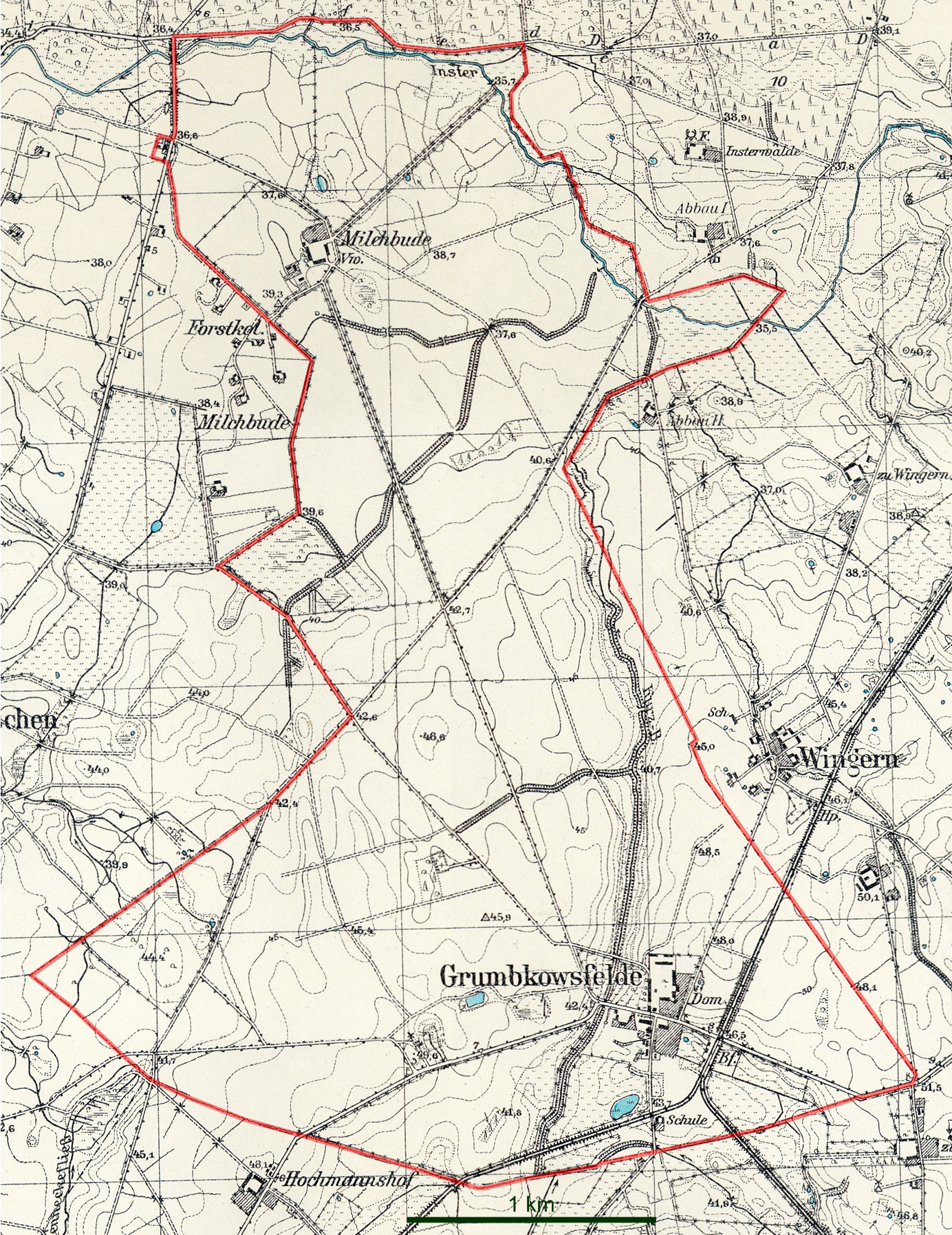
Das Vorwerk Milchbude im Norden der Gemeinde Grumbkowsfelde auf einem Messtischblatt von 1938

Um 1780 war Milchbude eine königliche Amtsmilchbude, die dem Domänenamt Grumbkowkeiten zugeordnet war und auch in der Folge als Vorwerk zum Gutsbezirk Grumbkowkeiten bzw. seit 1928 zur Landgemeinde Grumbkowsfelde gehörte. Daneben gab es auch die Forstkolonie Milchbude, die aber administrativ nicht mit dem Vorwerk zusammenhing. Dieses kam mit dem nördlichen Ostpreußen 1945 in Folge des Zweiten Weltkrieges zur Sowjetunion. Dort erhielt es 1947 eigenständig den russischen Namen Krylowskaja und wurde gleichzeitig dem Dorfsowjet Prawdinski selski Sowet im Rajon Krasnosnamensk zugeordnet. Krylowskaja wurde vor 1975 aus dem Ortsregister gestrichen.

### Einwohnerentwicklung
| Jahr | Einwohner |
| ---- | --------- |
| 1871 | 69        |
| 1885 | 72        |
| 1905 | 58        |